# Asterella dissoluta
Asterella dissoluta är en bladmossart som först beskrevs av Franz Stephani, och fick sitt nu gällande namn av Riclef Grolle. Asterella dissoluta ingår i släktet skägglungmossor, och familjen Aytoniaceae.
Artens utbredningsområde är Tanzania. Inga underarter finns listade i Catalogue of Life.